# Екорегиони у Пољској
Територија данашње Републике Пољске је део четири копнена екорегиона, једног слатководног екорегиона као и једног морског екорегиона.
Ове екорегионе дефинише Светски фонд за природу (WWF) са партнерима, међу којима је и Европска агенција за животну средину.

## Земљани региони
Пољска је део Палеарктичког подручја, једног од осам биогеографских подручја која покривају површину Земље. Карактеристика јесте влажна умерена клима и спада у два копнена биома, умерене широколисне и мешовите шуме и умерене четинарске шуме.
Већи део природне вегетације Пољске чине листопадне шуме умереног широколисног и мешовитог биома шума. Пољска има три екорегиона умерених широколисних и мешовитих шума:
- Екорегион мешовитих шума централне Европе покрива највећи део територије Пољске, почиње сд Литваније а завршава се на територији Румуније, као и од Немачке до западне Русије.[3][4]
- Северозападна Пољска се налази у екорегиону мешовитих шума Балтичког мора, који такође обухвата приобалне регионе Балтичког мора североисточне Немачке, источне Данске и јужне Шведске.
- Екорегион широколисних шума западне Европе протеже се у југозападној Пољској (PA0445), покривајући пољски део Судетских планина.

Југоисточни део Пољске, који се налази у Карпатима, налази се у екорегиону карпатских планинских четинарских шума, делу биома умерених четинарских шума.

## Слатководни регион
Пољска је део слатководног екорегиона Централне и Западне Европе. Обухвата реке и потоке западне и централне Европе који се налазе између Северног и Балтичког мора на северу, односно Алпа и Карпата на југу.

## Морске воде
Приобалне воде се налазе у морском екорегиону Балтичког мора. Подручје је део умереног северноатлантског морског подручја.

## Светски фонд за природу у Пољској
WWF је међународна невладина организација (НВО) која се бави питањима очувања, истраживања и заштите животне средине. Филијала Светског фонда послује у Пољској од почетка деведесетих година прошлог века.  Године 1993, WWF Пољска је успео у намери да иницира стварање Националног парка Бјебжа, након чега је 1998. године отворио своју прву сталну канцеларију у Бјалистоку, што је довело до стварања додатних заштићених подручја, укључујући Пејзажни парк Ушће реке Варте, Пејзажни парк Кжесин и Мускау парк (који је додат на УНЕСКО-ву листу светске баштине 2004. године). Године 2000, нова стална канцеларија у Варшави постала је седиште фондације. Следећа филијала је основана у Вроцлаву, што је помогло у стварању Националног парка Ушће реке Варте 2001. године. Следеће године, WWF Пољска је поднела петицију влади за потписивање Кјото протокола. Године 2004. организовала је кампању против илегалне трговине угроженим врстама, а кампања је резултирала новим законима које је усвојио пољски парламент, а 2008. године је издејствовано укидање аутопута Виа Балтика преко долине Роспуде. Последњих година, волонтери WWF Пољске су, између осталих пројеката, уклонили око 20 тона напуштених мрежа са подручја Балтичког мора.